# مجتمع تعاونی‌های کشاورزی
مجتمع تعاونی‌های کشاورزی، روستایی از توابع بخش سردشت شهرستان دزفول در استان خوزستان ایران است.

## جمعیت
این روستا در دهستان ماهوربرنجی قرار دارد و براساس سرشماری مرکز آمار ایران در سال ۱۳۹۵، جمعیت آن ۱۸۳ نفر (۳۸ خانوار) بوده‌است.